# Alphonse de Berghes
Alphonse de Berghes (né à Bruxelles le 9 septembre 1624 mort le 7 juin 1689) est un ecclésiastique qui fut  archevêque de Malines de 1669 à 1689.

## Biographie
Alphonse de Berghes est issu de l'ancienne Maison de Glymes et fut le 3e fils de Godefroi de Glymes-Berghes et d'Honorine d'Hornes, dame d'Arquennes. Il fut oncle de Philippe François de Berghes, 1er Prince de Grimberghen et Georges-Louis de Berghes.
Nommé archevêque en 1669 il est confirmé le 17 novembre 1670. Il meurt en 1689 et est inhumé dans cathédrale Saint-Rombaut de Malines.